# Йиржи из Подебрад

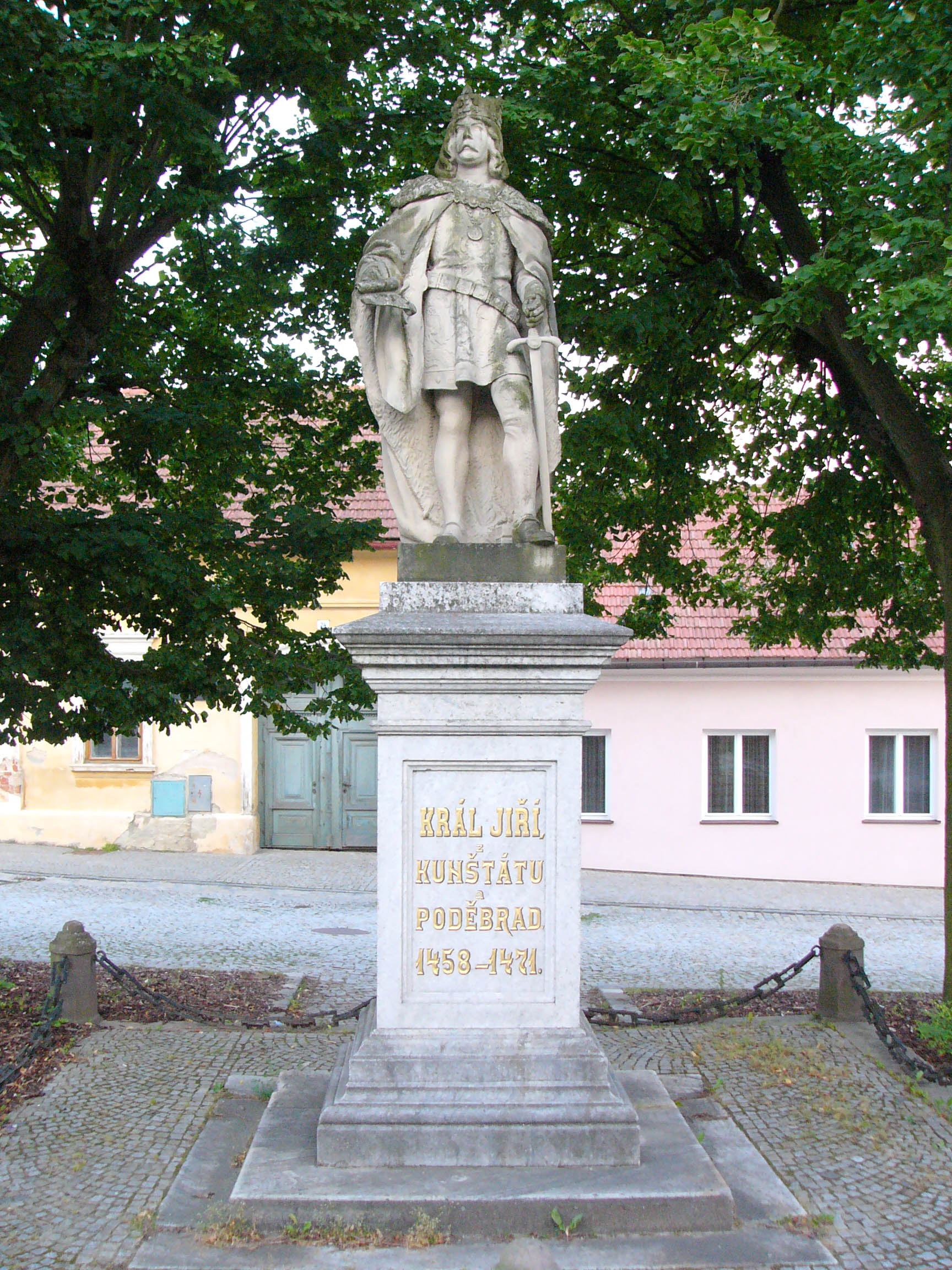
Памятник Йиржи из Подебрад в Кунштате (Чешская Республика).

Йиржи (Георгий или Юрий в русифицированном варианте) из Кунштата и Подебрад (чеш. Jiří z Kunštátu a Poděbrad; 23 апреля 1420, Подебрады — 22 марта 1471, Прага) — правитель (регент) Чехии (3 сентября — 28 октября 1448, 1-й раз), (27 апреля 1452 — 19 октября 1453, 2-й раз), (23 ноября 1457 — 2 марта 1458, 3-й раз), король Чехии с 2 марта 1458 года. Йиржи из Подебрад не был католиком, а принадлежал к утраквистам (чашникам) — умеренному крылу гуситского движения.

## Происхождение
Происходил из знатной и влиятельной чешской семьи панов из Кунштата и Подебрад, примкнувшей к гуситскому лагерю. Отец Йиржи, Викторин Бочек из Подебрад, был одним из руководителей таборитов — радикального крыла гуситов, однако через некоторое время присоединился к умеренным утраквистам. Сам Йиржи из Подебрад, будучи четырнадцатилетним мальчиком, участвовал в битве под Липанами в 1434 году, в которой умеренные гуситы, объединившиеся с католиками, нанесли поражение таборитам. В общем, при Сигизмунде Люксембургском семья Йиржи из Подебрад принадлежала к умеренной партии, но после избрания королём Чехии, с подачи католической партии, герцога Австрийского Альбрехта V Габсбургского, отец и сын примкнули к оппозиции, желавшей избрания королём Чехии Казимира Польского.
Началась война, в которой Альбрехт взял верх, но осенью 1439 года скончался от дизентерии. Сын и наследник Альбрехта, Ладислав, родился через несколько месяцев после кончины отца, поэтому в следующем десятилетии мир и порядок в Чехии поддерживали так называемые ландфриды — военно-политические союзы, организованные по краевому принципу. Йиржи из Подебрад был избран начальником Краловеградского округа (ландфрида), что позволило ему в 1444 году стать во главе всей утраквистской партии, опирающейся на среднее дворянство и города. В ходе последующей борьбы, в 1448 году, имея 9000 солдат из числа бывших гуситов, он взял Прагу. В 1452 году коллегией из двенадцати чешских панов на Святогеоргиевском сейме в Праге избран «земским правителем» Чешского королевства.

## Избрание королём Чехии
После смерти 17-летнего короля Ладислава I (1457) претендентами на престол выступили император Фридрих III, Казимир IV Ягеллончик, Вильгельм Саксонский и принц Карл, младший сын Карла VII Французского. Но только Йиржи из Подебрад мог обеспечить соблюдение Базельских компактатов и добиться сосуществования католической и гуситской церквей. С помощью прямого подкупа и обещания не требовать у магнатов возвращения захваченных королевских и церковных земель, он склонил на свою сторону сейм. 2 марта 1458 года на заседании сейма в пражской Староместской ратуше высочайший земский бургграф Зденек Конопиштьский из Штернберка, недавний противник Йиржи, первым преклонил перед ним колени и провозгласил: «Да будет господин регент королём нашим!».
Так как ни в Праге, ни в Оломоуце не было католических епископов, союзник Йиржи из Подебрад Матьяш Хуньяди, с согласия папского легата Хуана де Карвахаля послал двух венгерских епископов, короновавших Йиржи 7 марта. Условием коронации была тайная клятва чешского короля подчиняться папе и искоренять ереси, принесённая 6 марта в присутствии легата и католических магнатов.

## Утверждение власти
Королю довольно быстро удалось добиться признания. Моравия подчинилась после непродолжительного сопротивления, и 4 июня Йиржи был провозглашен королём в Брно. Когда король направился в Силезию, восстала Йиглава, пользовавшаяся поддержкой брата Фридриха III, архиепископа Альбрехта, который после смерти Ладислава получил Верхнюю Австрию и вступил в конфликт с Фридрихом. Йиржи из Подебрад прервал поход в Силезию, направил часть войска осаждать Йиглаву, а сам двинулся против Альбрехта. Тот был вынужден отступить к Дунаю и примириться с братом. Йиржи из Подебрад и Фридрих 2 ноября встретились на острове перед Веной. После этого император заставил Альбрехта и Сигизмунда Тирольского отказаться от притязаний на чешскую корону. Лишившись австрийской поддержки, Йиглава сдалась после продолжительного сопротивления, и была жестоко наказана.
На встрече в Брно 1 августа 1459 император Фридрих признал Йиржи из Подебрад королём Чехии. В Венгрии часть знати выступила против Матьяша Хуньяди и предложила корону Йиржи из Подебрад. Тот отказался, а император принял предложение, и 6 августа 1459 заключил с Йиржи союзный договор, по которому король Чехии обещал помощь против Матьяша, недавно возведённого на престол при его же поддержке. На конференции в Эгере 11 ноября был заключён договор с Саксонией. Веттины отказались от претензий на чешскую корону в обмен на территориальные уступки, и получили в лен большую часть чешских владений в Мейсене и Тюрингии. Йиржи из Подебрад выдал свою дочь Зденку за Альбрехта, сына саксонского курфюрста, а сын чешского короля Гинек женился на дочери Вильгельма Саксонского. Дочь Альбрехта Ахиллеса, посредничавшего на переговорах, была помолвлена с другим сыном Йиржи из Подебрад — Йиндржихом.
Лишившись надежды на германскую поддержку, Силезия и Лужица также постепенно подчинились Йиржи. Почти все силезцы присягнули в Свиднице 1 сентября, а лужичане 21-го в Яворе. Только Вроцлав, немецкий патрициат которого был настроен непримиримо к гуситам, а простонародье возбуждено пропагандой духовенства, продолжал сопротивление. Оказавшись в изоляции и будучи осаждены, вроцлавцы были вынуждены сложить оружие, заключив с королём, при посредничестве папского легата, 13 января 1460 Пражский договор, предоставлявший горожанам трёхлетнюю отсрочку для принесения присяги.

## Король Чехии
Чтобы заручиться согласием папы на свою коронацию, Йиржи из Подебрад решился привлечь папскую курию обещанием содействия восстановлению в Чехии католицизма путём церковной унии. Папа Пий II, пытаясь принудить Йиржи к действию, отменил Пражские компактаты 1436 года, под тем предлогом, что они касались лишь «одного поколения» гуситов и в нынешней ситуации недействительны. Заигрывание короля с Римом встретило открытую оппозицию в рядах утраквистов, которые заставили его в 1461 году торжественно обязаться сохранить гуситские обряды. Папа объявил чашников еретиками, но на дальнейшее обострение не пошёл по настоянию императора Фридриха III, находившегося с Йиржи в союзе против венгров, к тому же обязанного ему своим спасением из Венского замка в 1462 году, во время возобновившегося конфликта Фридриха со своим братом Альбрехтом.

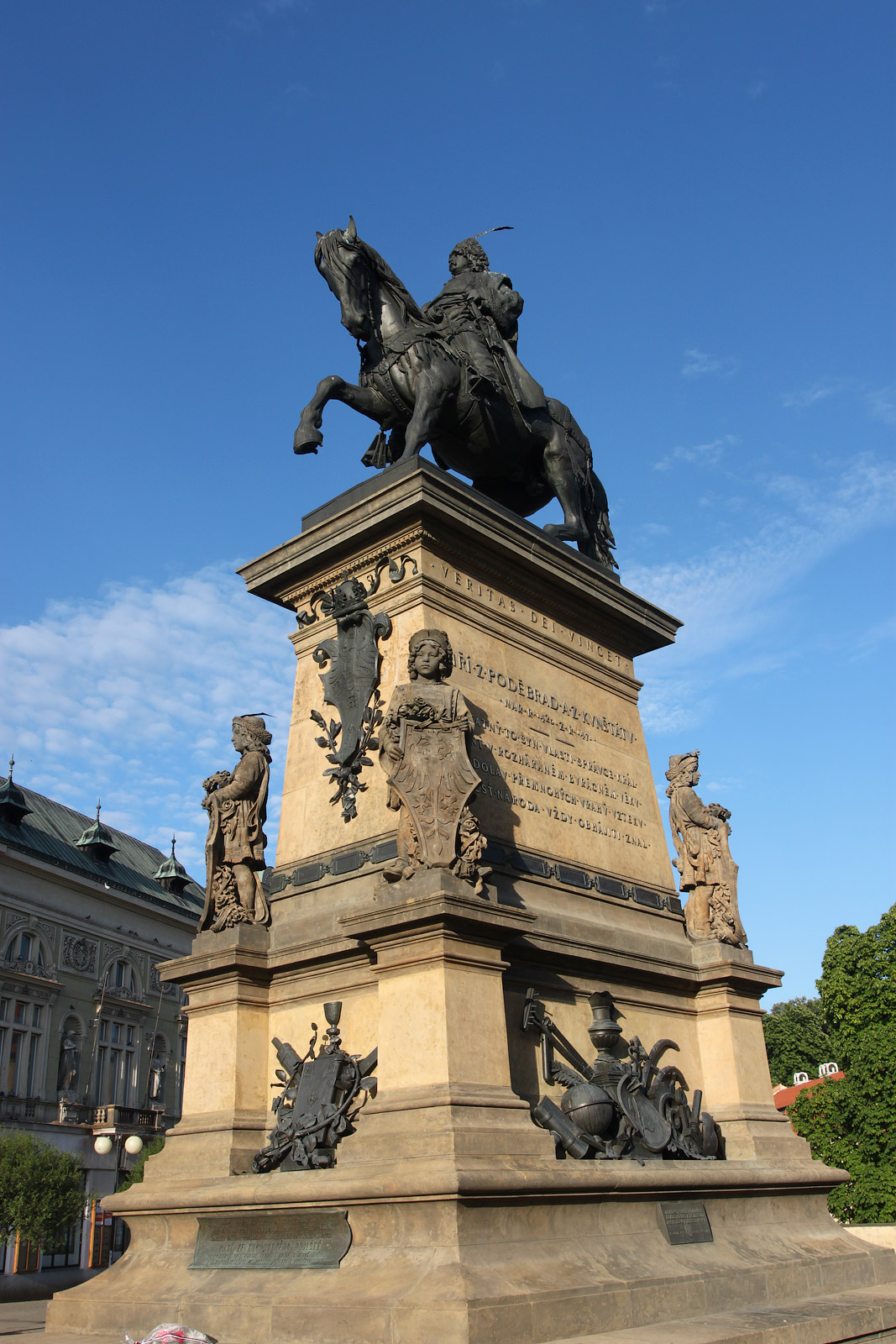
Памятник Йиржи в г. Подебрады (Чешская Республика).

В 1464 году Йиржи предложил проект конфедерации христианских европейских государств «для защиты веры Христовой от самого ужасного турка» — «Трактат об установлении мира в мире христианском». В нём, в частности. говорилось: «Для того чтобы урегулировать отдельные вопросы надлежащим образом, мы решили прежде всего установить единый епархиальный суд, который будет существовать во имя всех нас и всего нашего собрания на месте, где наше собрание идет сейчас. И из него, как из родника, во все стороны потекут ручейки правосудия во все стороны». Место председателя в европейской конфедерации предлагалось французскому королю Людовику XI. Однако и он, и другие европейские монархи, не приняли план Йиржи; папа Пий II также не поддержал этот план, так как он не предполагал особой роли папства в конфедерации. 
Новый папа, Павел II, после неудавшейся попытки возобновить переговоры (со стороны Йиржи их вёл Ян из Рабштейна) предал в 1466 году Йиржи отлучению и велел проповедовать против него крестовый поход. Йиржи одержал верх над нестройными толпами крестоносцев; но, когда он поссорился и с императором, последний призвал против него бывшего близкого союзника Йиржи, венгерского короля Матьяша Корвина (Хуньяди), который в качестве исполнителя папского отлучения захватил большую часть Моравии. Началась длительная война за чешский престол.
Католическое дворянство Моравии оказало поддержку Матьяшу. В Оломоуце в 1469 году Матьяш Корвин провозгласил себя чешским королём, заставив присягнуть себе Моравию, Силезию и Лужицы. Будучи политическим реалистом, Йиржи созвал в Праге сейм, от которого потребовал избрания себе в преемники наследника польского престола Владислава Ягеллона, приходившегося по матери племянником Ладиславу (Уласло I), с тем, чтобы собственные сыновья Йиржи наследовали его частное имущество, и сейм повиновался. После этого Польша тотчас же встала на сторону Йиржи, с которым тогда же примирились и император, и собственные католические подданные, так что и венгерский король был вынужден начать переговоры. Но ещё до заключения мира с венграми Йиржи из Подебрад скончался в 1471 году. Его сыновья, Викторин, Йиндржих I и Гинек, унаследовали обширные владения в Чехии и Силезии, однако никогда не заявляли претензий на чешский престол.
В своих действиях Йиржи показал последовательную религиозную умеренность, стремление найти компромисс между католиками и гуситами, умение поддерживать мир в стране.

## Христианская лига
Йиржи из Подебрад принадлежала идея всеевропейского христианского союза, названного «Христианской лигой».
Находясь под угрозой крестового похода, и чтобы избежать изоляции, король Йиржи, вдохновленный своим близким советником, итальянским юристом Антонио Марини выдвинул план, названный «Договор об утверждении мира между христианами», в котором предлагал объединить усилия христианской Европы в борьбе с турками — «упорнейшими неприятелями самого имени христиан». План предполагал создание союза европейских государей, которые должны были взять на себя обязательство решать все спорные вопросы мирным путём. Предполагалось создание «общей консистории», то есть европейского суда, а также некоего зародыша общеевропейского парламента. Решения должны были приниматься путём голосования, в котором каждая страна обладала бы одним голосом. Европу в политико-дипломатическом отношении предлагалось разбить на несколько областей — Галлию, Германию, Италию, Испанию и т. д. Йиржи из Подебрад выступал в качестве пропагандиста многих элементов европейской интеграции, которые стали реальностью в XX веке.

## Семья
Йиржи был дважды женат: с 1441 года на Кунгуте из Штернберка (1425—1449), которая родила ему семерых детей, а с 1450 года на Йогане из Рожмиталя (ок. 1430—1475), с которой у него родилось пятеро детей. 
Дети от 1-го брака:
- Бочек IV из Подебрад (15 июля 1442 — 28 сентября 1496);
- Викторин из Подебрад (29 мая 1443 — 30 августа 1500) — князь Зембицкий (1462-1472) и Опавский (1465-1485)
- Барбара из Подебрад (1446 — 20 сентября 1474), 1-й муж — Генрих из Дуба и Липы (ум. 1469), 2-й муж — граф Ульрих фон Эттинген и Флохберг (ум. 1477), 3-й муж — Ян Альберт из Ронова (ум. до 1487),
- Йиндржих I из Подебрад (15 мая 1448 — 24 июня 1498) — князь Зембицкий (1462-1498) и Опавский (1465-1472), женат на Урсуле, дочери Альбрехта III Гогенцоллерна, курфюрста Бранденбурга;
- Катержина из Подебрад (11 ноября 1449 — 8 марта 1464) — королева Венгрии, жена короля Матиаша Корвина (с 1461);
- Зденка (Сидония) из Подебрад (11 ноября 1449 — 1 февраля 1510) — замужем за Альбрехтом III Мужественным, герцогом Саксонским.

Дети от 2-го брака:
- Гинек из Подебрад (17 мая 1452 — 11 июня 1492) — князь Зембицкий (1462-1472) и Опавский (1465-1472), чешский дипломат и писатель, женат на дочери Вильгельма III Смелого Саксонского, ландграфа Тюрингии.
- Фридрих (1453—1458)
- Георг (1454/1455 — 1459/1462)
- Людмила из Подебрад (16 октября 1456 — 20 января 1503) — княгиня Бжегская  (1488—1503), жена князя Бжегского Фридриха I Легницкого (ум. 1488).
- Иоганн (после 1456—1459)